# Spilosmylus alleni
Spilosmylus alleni là một loài côn trùng trong họ Osmylidae thuộc bộ Neuroptera. Loài này được New miêu tả năm 1991.